# Wciągarka hydrauliczna

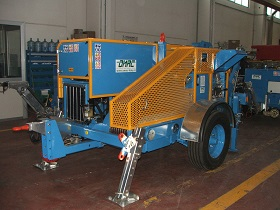
Wciągarka hydrauliczna z kabestanami produkcji Omac

Wciągarka hydrauliczna – specjalistyczna wciągarka, w której kabestany lub bęben obracany jest za pomocą napędu hydraulicznego zasilanego silnikiem spalinowym lub elektrycznym.
Wciągarki hydrauliczne służą do ciągnięcia przedmiotów w poziomie i wciągania w pionie. Charakteryzują się duża mocą, płynną regulacją obrotów i niezawodnością. Swoją niezawodność zawdzięczają prostocie budowy, która opiera się na wiedzy mechanicznej sprzed wielu lat, a wywodzi się z budowy kabestanu używanego na statkach rybackich od tysiącleci. Z biegiem czasu udoskonalano kabestany stosując w nich zapadki uniemożliwiające rozwijanie się liny, przekładnie do zwiększania momentu obrotowego, aż do zamiany siły rąk na automatykę i napęd hydrauliczny.

## Budowa

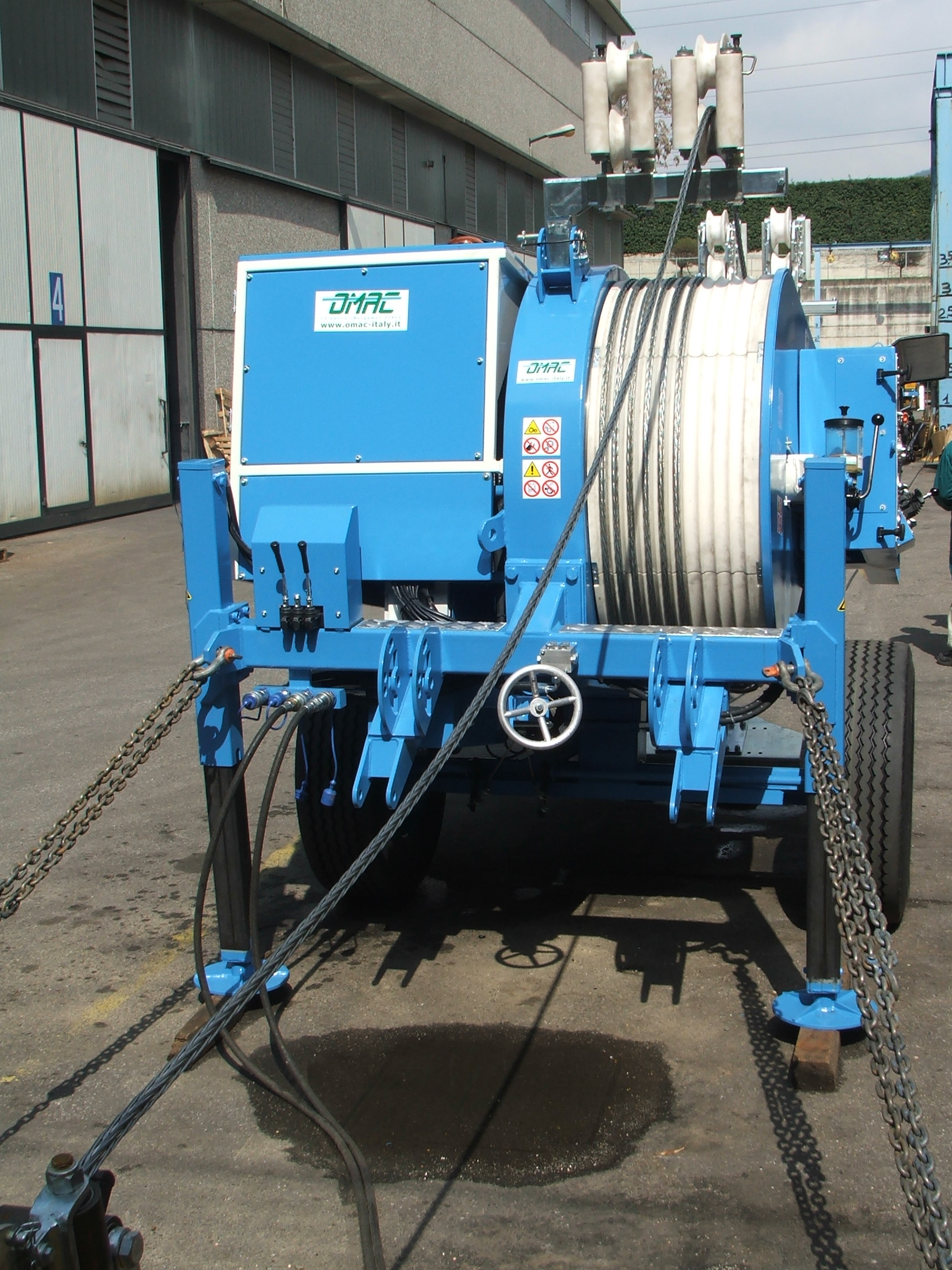
Wciągarka z kabestanem 1500mm

Wciągarki zbudowane są z ramy nośnej, na której zamontowane są wszystkie elementy oraz bębna, kabestanów, napędu hydraulicznego i jednostki zasilającej w postaci silnika spalinowego lub elektrycznego. Wciągarki hydrauliczne zabudowywane są często na podwoziu jezdnym typu przyczepa w celu łatwiejszego przewożenia lub samojezdnym do autonomicznego poruszania się. Ciągnięcie przedmiotów odbywa się za pomocą linki stalowej na zasadzie zwijania jej bezpośrednio na bęben lub za pośrednictwem kabestanów napędzanych silnikiem hydraulicznym, w którym nośnikiem jest olej hydrauliczny. Olej pod wpływem ciśnienia obraca kabestanami i bębnem. Ciśnienie hydrauliczne jest generowane z jednostki zasilającej zewnętrznej np. agregatu hydraulicznego lub własnej, w postaci silnika spalinowego, którego moc przenoszona jest za pośrednictwem obrotów na ciśnienie.

## Zastosowanie
Wciągarki hydrauliczne są najczęściej stosowane w branży elektroenergetycznej przy budowie linii wysokiego napięcia oraz stoczniach przy budowie i przeciąganiu statków i dużych gabarytów. Do montażu linii napowietrznych na słupach wysokiego napięcia dopuszczane są przez operatorów i używane wciągarki hydrauliczne, które współpracują z synchronizowanym hamownikiem, który napina linię transmisyjną chroniąc ją przed nadmiernym zwisem powodując zniszczenie. Wciągarki stosowane do wywieszania linii wysokiego napięcia wyposażone są w zabezpieczenia zapobiegające przeciągnięciu wrażliwych przewodów aluminiowych.